# 三角線
三角線（みすみせん）は、熊本県宇土市の宇土駅から同県宇城市の三角駅に至る九州旅客鉄道（JR九州）の鉄道路線（地方交通線）である。
2011年（平成23年）9月1日より、公募によって決定した愛称「あまくさみすみ線」が使用されている。

## 概要
宇土駅で鹿児島本線から分岐して、住吉 - 赤瀬間では宇土半島の北岸を走り、赤瀬 - 波多浦間で半島を横断して天草諸島の大矢野島に面し天草各地への船やバスが発着する宇城市三角町とを結んでいる。三角港からは三角島原フェリーにより島原港との間にカーフェリーも運航されていたが2006年（平成18年）8月29日限りで廃止された。
全列車が鹿児島本線経由で熊本駅まで直通運転している。また、全線でICカード「SUGOCA」の使用はできないが、起点の宇土駅では鹿児島本線方面に限り使用可能である。
一般向けリアルタイム列車位置情報システム「どれどれ」は、閉塞方式の都合で非対応だが、熊本 - 宇土間のみ、「鹿児島本線」のページから利用できる。

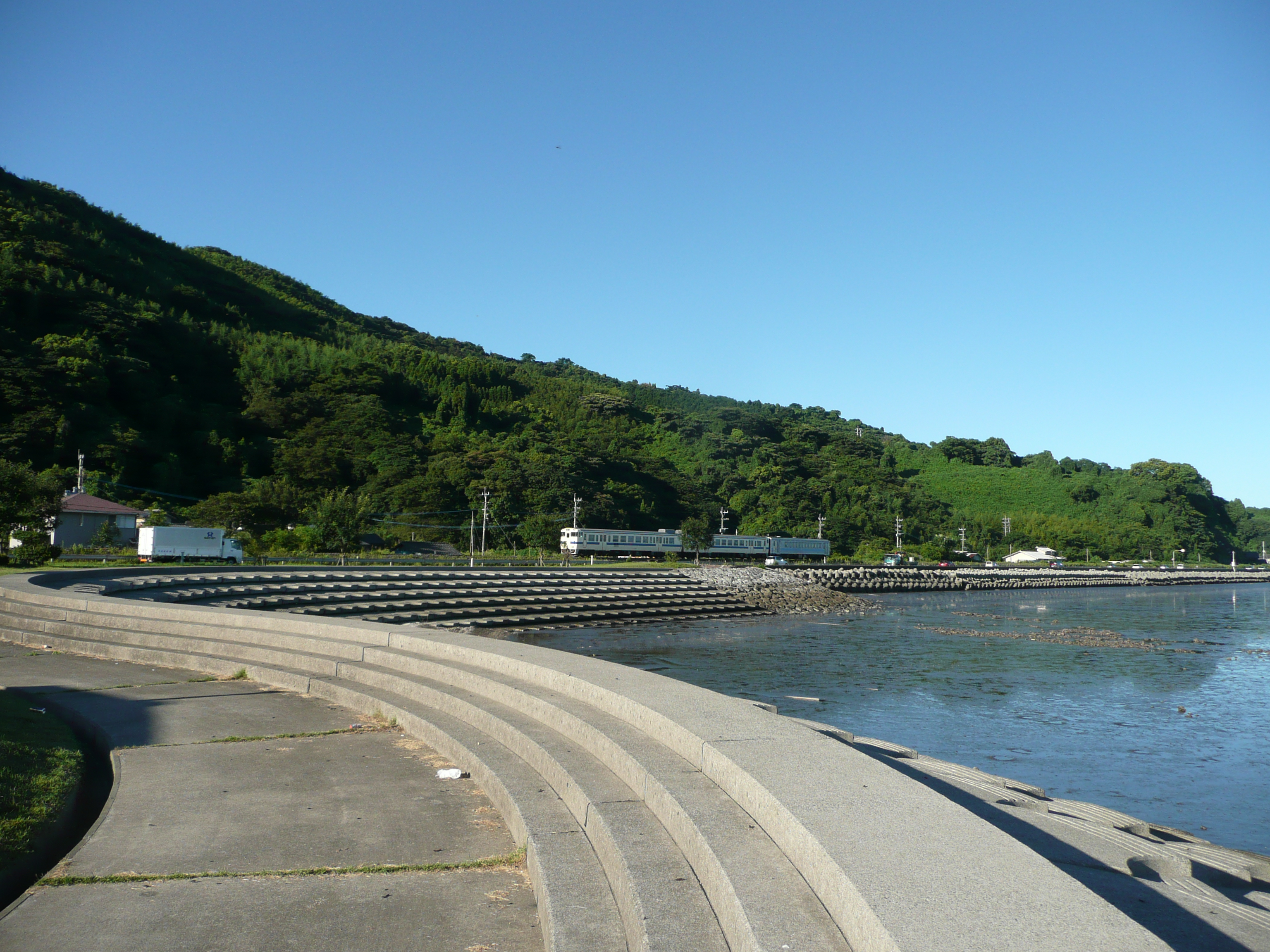
三角線は多くの区間で有明海沿いに走行する
（2010年5月 住吉駅 - 肥後長浜駅間）

## 路線データ
- 管轄（事業種別）：九州旅客鉄道（第一種鉄道事業者）
- 路線距離（営業キロ）：25.6 km
- 軌間：1067 mm
- 駅数：9（起終点駅含む）
  - 三角線所属駅に限定した場合、起点の宇土駅（鹿児島本線所属[6]）が除外され、8駅となる。
- 複線区間：なし（全線単線）
- 電化区間：なし（全線非電化）
- 最高速度：85 km/h[3]
- 閉塞方式：特殊自動閉塞式（電子符号照査式）

全線が熊本支社の管轄である。

## 歴史
三角線の開業は明治32年（1899年）と大変古い。九州鉄道が、熊本方面と天草や島原とを連絡するため、それらへ船の便がある三角までの線路を敷いたのである。当初は、松橋から宇土半島の南岸を通って三角港までの路線が計画されていたが、漁港を多く抱える南岸の住民の反対にあって赤瀬までは北岸を通る路線となった。
三角港には現在でも天草からの船が発着しているが、熊本新港や天草飛行場の開港、天草の各島と本土とを結ぶ橋（天草五橋）の完成、モータリゼーションなどによって三角線を使って三角港に行く旅客は少なくなった。
- 1899年（明治32年）12月25日：九州鉄道が宇土 - 三角間を開業、住吉・網田・三角の各駅を新設[2]。
- 1907年（明治40年）
  - 7月1日：鉄道国有法により九州鉄道が買収され官営鉄道となる[2]。
  - 8月5日：海水浴客のため季節営業で赤瀬簡易停車場を新設[2]。
- 1909年（明治42年）
  - 10月12日：国有鉄道線路名称設定により宇土 - 三角間を三角線とする[2]。
  - 10月16日：赤瀬簡易停車場を仮停車場に変更[2]。
- 1927年（昭和2年）9月13日：有明海台風による高潮で、網田駅 - 住吉駅間の鉄橋付近が洗い流され不通となる[7]。
- 1931年（昭和6年）7月17日：肥後長浜仮停車場を新設[2]。
- 1939年（昭和14年）1月1日：肥後長浜仮停車場を駅に変更[2]。
- 1941年（昭和16年）1月1日：赤瀬仮停車場を駅に変更[2]。
- 1959年（昭和34年）12月25日：波多浦駅を新設[2]。
- 1960年（昭和35年）4月1日：緑川駅を新設[2]。
- 1963年（昭和38年）3月25日：準急「火の山」（三角 - 熊本 - 別府）運転開始[2]。
- 1966年（昭和41年）
  - 3月5日：準急「火の山」急行格上げ[2]。
  - 10月28日：昭和天皇、香淳皇后が乗車したお召し列車が熊本駅 - 三角駅間を往復運転。往路はC11-190、復路はC11-61が牽引[8]。
- 1982年（昭和57年）11月15日：全線の貨物営業を廃止[2][9]。
- 1986年（昭和61年）11月1日：急行「火の山」の熊本 - 三角間が廃止[2]。
- 1987年（昭和62年）4月1日：国鉄分割民営化により九州旅客鉄道が承継[2]。
- 1988年（昭和63年）3月13日：一部の列車でワンマン運転を開始[10]。
- 1989年（平成元年）3月11日：石打ダム駅を新設[11]。
- 2004年（平成16年）3月13日：「天草グルメ快速『おこしき』」運行開始[2]。
- 2011年（平成23年）
  - 3月12日：「天草グルメ快速『おこしき』」廃止。
  - 10月8日：臨時特急「A列車で行こう」運行開始。
- 2018年（平成30年）3月17日：ダイヤ改正により熊本発三角行きおよび、三角発熊本行きの最終列車の時刻を繰り上げ[12][13]。

## 運行形態
定期列車は各駅に停車する普通列車のみで、全列車が鹿児島本線熊本駅 - 宇土駅間に直通し、熊本駅 - 三角駅間で運行されている。運行本数は1時間 - 1時間半に1本程度で、途中の住吉駅や網田駅で列車交換するダイヤが設定されている（国鉄時代の普通列車は1 - 2時間に1本と本数が少なく、最終列車も早かった）。
普通列車はキハ200形もしくはキハ220形（200番台）と、キハ147形により、基本的に終日2両編成で運用されている。かつてはキハ31形とキハ140形での運用がほとんどだったが、2017年（平成29年）からはキハ31形に運用離脱および廃車が発生し、2019年（平成31年）3月16日で定期運用を終了した。なお、平日と土曜・休日では列車により、使用する車両と編成が異なる。
各列車は後述の特急を含めワンマンで運転される。2006年（平成18年）3月17日まで無人駅および有人駅での営業時間外の停車時に関しては、前の車両のドアのみ開き（中扉は開かず・後ろ乗り前降り）、乗車時には整理券を取り、下車時には運賃・乗車券等を整理券とともに運転士に渡す必要があった。同年3月18日のダイヤ改正後より、当線の全駅で全ての列車のホーム側の全てのドアから乗り降りできるようになったものの、2007年（平成19年）3月18日のダイヤ改正より当線内では再び後ろ乗り、前降り方式に変更された。
臨時快速列車として土曜日・休日に限り1往復の「天草グルメ快速『おこしき』」が運行されていた（この場合、普通列車は1往復減る）。熊本駅 - 三角駅間の運転で途中停車駅は、川尻駅・宇土駅・緑川駅・住吉駅・網田駅・波多浦駅であった。普通列車と共通の車両が使用されるため特別な車内設備等はないが、専用のヘッドマークが取り付けられ車内放送では沿線の観光案内が放送された。愛称は日本の渚百選に選ばれた砂干潟で知られる宇土半島北岸の御輿来（おこしき）海岸にちなむ。2011年（平成23年）3月12日のダイヤ改正で設定がなくなった。
国鉄時代は普通列車のほかに、「火の山」などの豊肥本線から直通する急行列車があり、雲仙や天草と別府や阿蘇とを結ぶ観光ルートとして使われていたが、マイカー・バスの台頭や新婚旅行者の海外流出などの影響で利用者が減少したため、分割民営化直前の1986年（昭和61年）11月1日のダイヤ改正で急行「火の山」の熊本駅 - 三角駅間が廃止された。
以後は三角線での特急・急行列車の定期運行はないが、2011年（平成23年）10月8日より当線初の特急でもある、観光特急列車「A列車で行こう」が臨時列車扱いながら土曜日・休日を中心に熊本駅 - 三角駅間で運行されている。停車駅は熊本駅・宇土駅・三角駅である。当初1日2往復の運行であったが、2013年（平成25年）3月16日のダイヤ改正で1往復増発されて1日3往復の運行となっている。

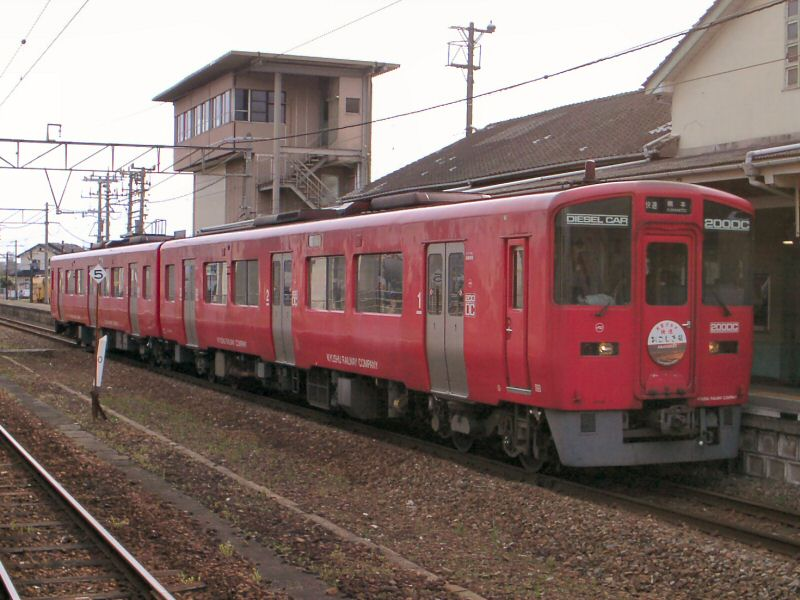
主にキハ200系で運行されていた快速「天草グルメ快速おこしき」
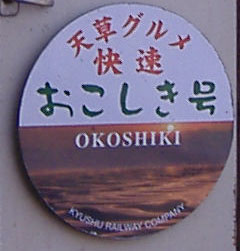
快速「天草グルメ快速おこしき」のヘッドマーク

## 使用車両
全列車が熊本車両センターに所属する気動車で運転されている。
- キハ185系 - 臨時特急「A列車で行こう」で使用。
- キハ147形
- キハ200形
- キハ220形200番台 - 2021年（令和3年）3月14日のダイヤ改正より、長崎から転属してきたキハ220-207・キハ220-208がキハ200形と共通で運用されている。さらにその後、2022年（令和4年）9月23日のダイヤ改正の際に大分から206・209が転属してきている。

以下は代走等で入線することがあるが、2021年（令和3年）時点ではほとんどの列車でキハ47形・キハ147形が運用されていた。
- キハ220形1100番台 - キハ200形の検査時等の代走として使用。

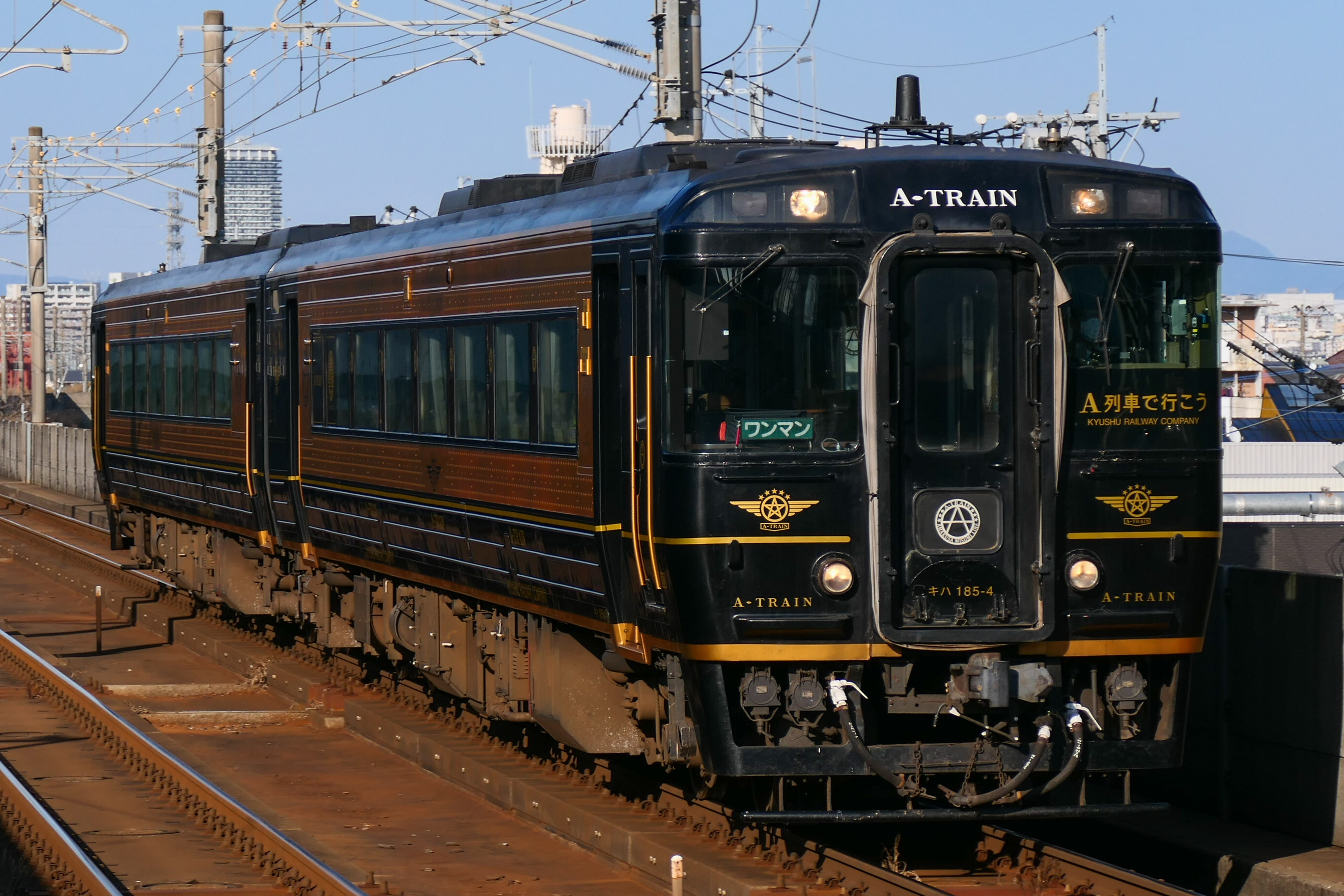
キハ185系「A列車でいこう」
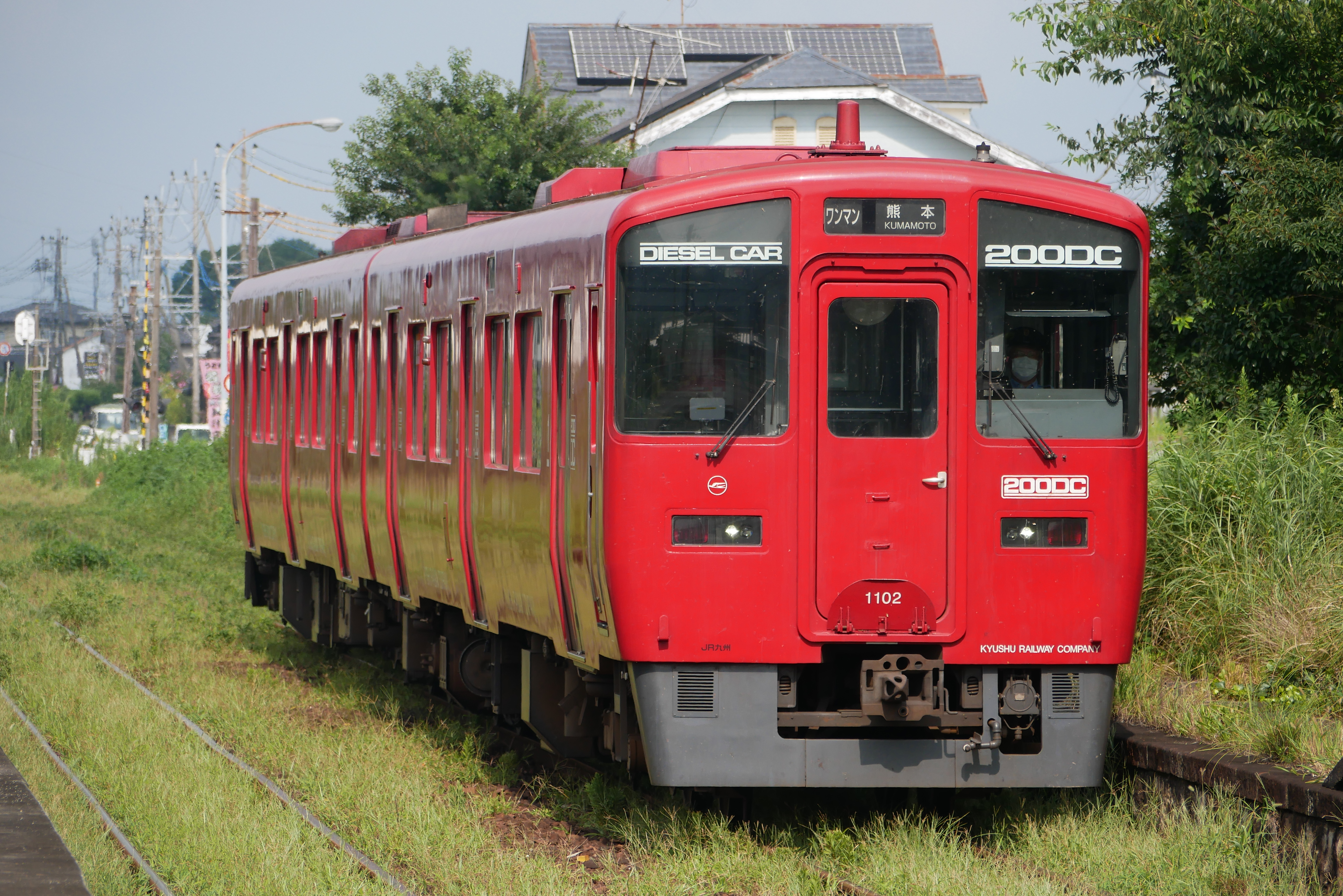
キハ200形
キハ220形（200番台・元長崎車）
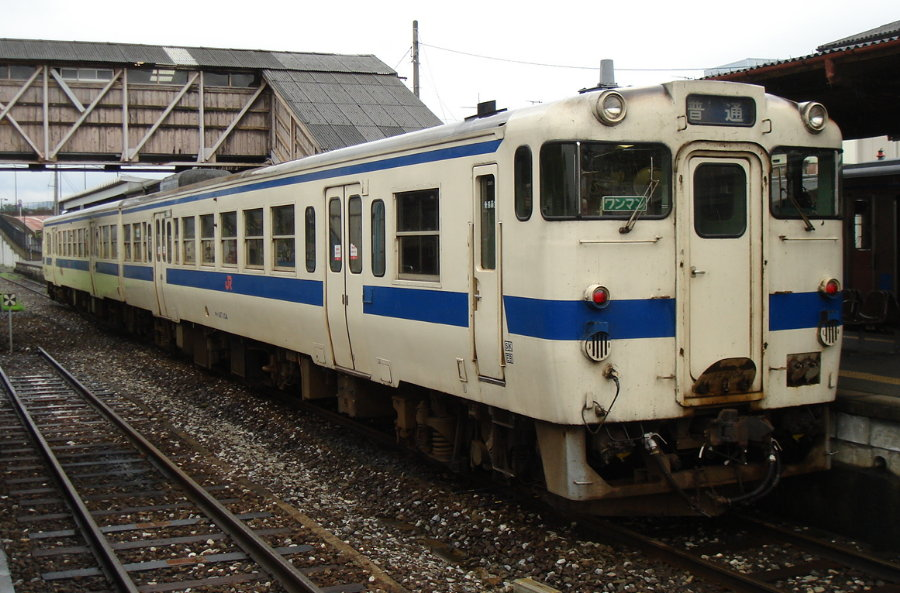
キハ147形

## 駅一覧
便宜上、宇土側の全列車が直通する鹿児島本線熊本駅からの区間を記載する。
- 累計営業キロは宇土駅からのもの
- 定期列車は全列車普通列車（すべての駅に停車）。臨時快速の停車駅は上述の#運行形態を参照
- 線路（三角線内は全線単線） … ◇・∨：列車交換可、｜：列車交換不可、||：複線（鹿児島本線内）
- 全駅熊本県内に所在。

| 路線名     | 駅名     | 営業キロ | 営業キロ | 接続路線 | 線路   | 所在地 | 所在地 |
| 路線名     | 駅名     | 駅間     | 累計     | 接続路線 | 線路   | 所在地 | 所在地 |
| ---------- | -------- | -------- | -------- | --- | ------ | ------ | ------ |
| 鹿児島本線 | 熊本駅   | -        | 10.9     | 九州旅客鉄道： 九州新幹線・■鹿児島本線（大牟田方面）・■豊肥本線（阿蘇高原線） 熊本市電：幹線・田崎線 （熊本駅前停留場：3） | \|\|   | 熊本市 | 西区   |
| 鹿児島本線 | 西熊本駅 | 3.2      | 7.7      | | \|\|   | 熊本市 | 南区   |
| 鹿児島本線 | 川尻駅   | 2.1      | 5.6      | | \|\|   | 熊本市 | 南区   |
| 鹿児島本線 | 富合駅   | 3.4      | 2.2      | | \|\|   | 熊本市 | 南区   |
| 鹿児島本線 | 宇土駅   | 2.2      | 0.0      | 九州旅客鉄道：■鹿児島本線（八代方面）                                                                                      | ∨      | 宇土市 | 宇土市 |
| 三角線     | 宇土駅   | 2.2      | 0.0      | 九州旅客鉄道：■鹿児島本線（八代方面）                                                                                      | ∨      | 宇土市 | 宇土市 |
| 緑川駅     | 4.0      | 4.0      |          | ｜ |        | 宇土市 | 宇土市 |
| 住吉駅     | 3.2      | 7.2      |          | ◇ |        | 宇土市 | 宇土市 |
| 肥後長浜駅 | 4.2      | 11.4     |          | ｜ |        | 宇土市 | 宇土市 |
| 網田駅     | 3.1      | 14.5     |          | ◇ |        | 宇土市 | 宇土市 |
| 赤瀬駅     | 3.9      | 18.4     |          | ｜ |        | 宇土市 | 宇土市 |
| 石打ダム駅 | 1.2      | 19.6     |          | ｜ | 宇城市 | 宇城市 |        |
| 波多浦駅   | 3.9      | 23.5     |          | ｜ | 宇城市 | 宇城市 |        |
| 三角駅     | 2.1      | 25.6     |          | ｜ | 宇城市 | 宇城市 |        |

## 利用状況

### 平均通過人員
各年度の平均通過人員（人/日）および旅客運輸収入は以下のとおりである。
| 年度                   | 平均通過人員（人/日） | 旅客運輸収入 （百万円/年） | 出典   |
| 年度                   | 宇土 - 三角           | 旅客運輸収入 （百万円/年） | 出典   |
| ---------------------- | --------------------- | -------------------------- | ------ |
| 1987年度（昭和62年度） | 2,415                 |                            | [ 18 ] |
| 2016年度（平成28年度） | 1,374                 | 140                        | [ 18 ] |
| 2017年度（平成29年度） | 1,331                 | 144                        | [ 19 ] |
| 2018年度（平成30年度） | 1,242                 | 133                        | [ 20 ] |
| 2019年度（令和元年度） | 1,187                 | 131                        | [ 21 ] |
| 2020年度（令和02年度） | 775                   | 65                         | [ 22 ] |
| 2021年度（令和03年度） | 776                   | 71                         | [ 23 ] |
| 2022年度（令和04年度） | 825                   | 85                         | [ 24 ] |

### 線区別収支
各年度の収支（営業収益、営業費、営業損益）は以下のとおりである。▲はマイナスを意味する。
| 年度                   | 収支（百万円） | 収支（百万円） | 収支（百万円） | 出典   |
| 年度                   | 営業収益       | 営業費         | 営業損益       | 出典   |
| ---------------------- | -------------- | -------------- | -------------- | ------ |
| 2018年度（平成30年度） | 157            | 430            | ▲273           | [ 25 ] |
| 2019年度（令和元年度） | 157            | 399            | ▲242           | [ 26 ] |
| 2020年度（令和02年度） | 82             | 365            | ▲284           | [ 27 ] |
| 2021年度（令和03年度） | 84             | 365            | ▲281           | [ 28 ] |
| 2022年度（令和04年度） | 96             | 425            | ▲329           | [ 29 ] |